# Vincent Gauthier-Manuel

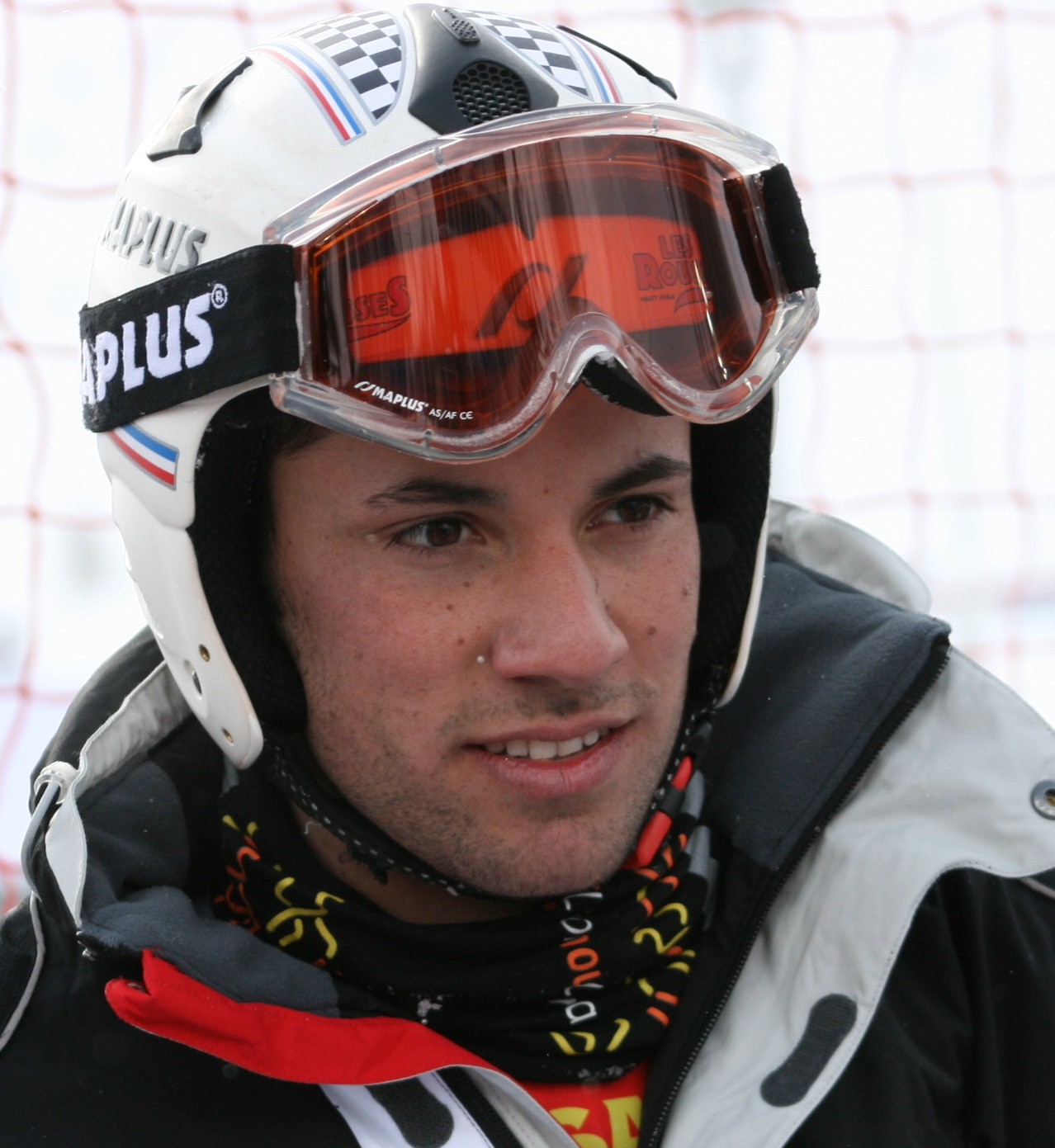
Vincent Gauthier-Manuel in 2010

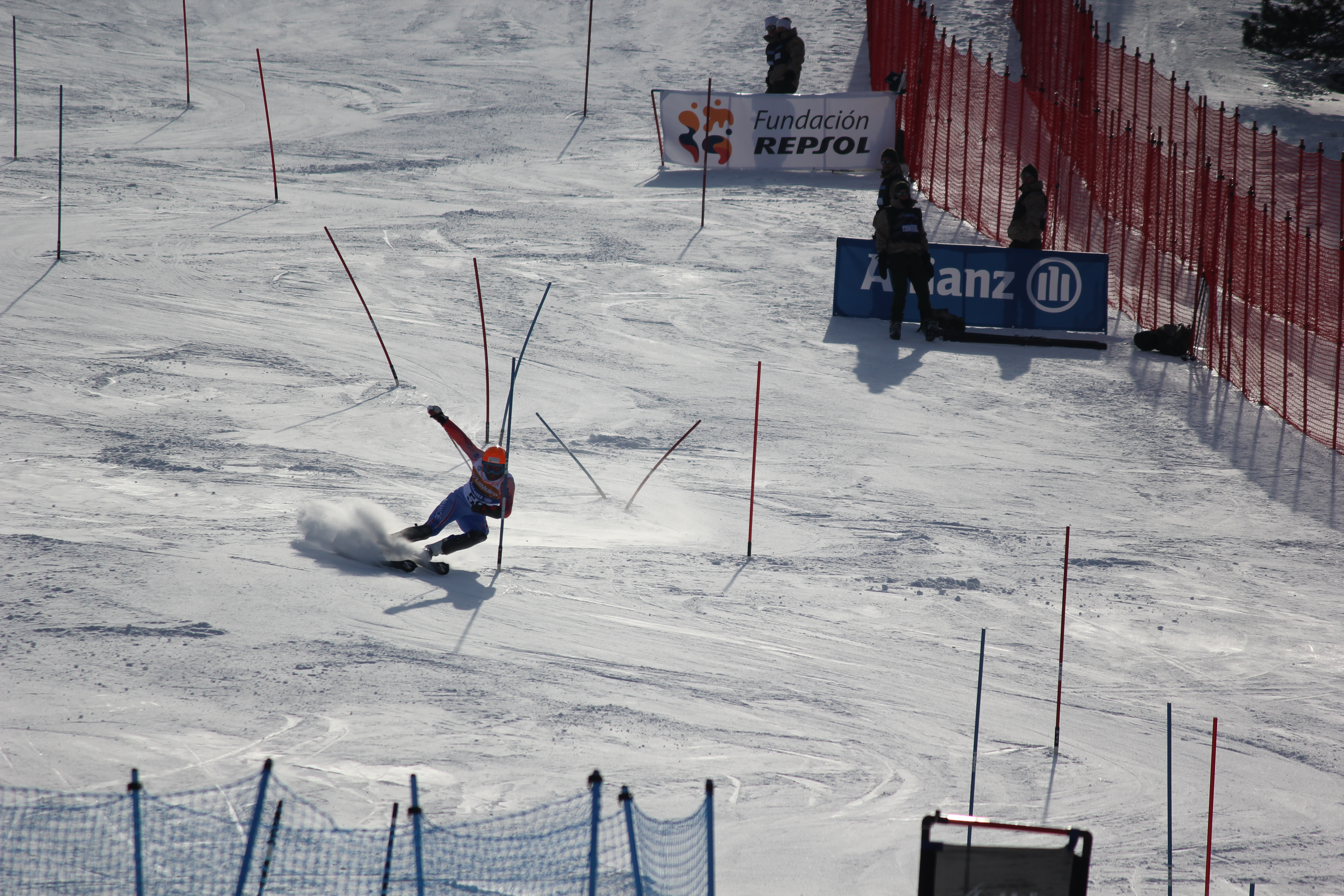
In een afdaling in 2013

Vincent Gauthier-Manuel (Prémanon, 6 april 1986) is een Franse sporter die als skiër aan de Paralympische Winterspelen 2010 meedeed.
Gauthier werd in het departement Jura geboren. Hij miste een groot deel van zijn linkerarm.

## Ski
Gauthier is specialist bij de slalom en reuzeslalom.

### Gewonnen
Onder meer:
- 2006-2007: twee toernooien op het Franse circuit
- 2008-2009: twee onderdelen bij de Europa Cup in Oostenrijk, twee onderdelen bij de World Cup in Spanje
- 2010-2011: 4 onderdelen bij het NK, 4 van de 6 onderdelen bij de World Cup in Italië, 3x reuze slalom bij de Europa Cup in Kühtai, Pitztal en La Molina
- 2012-2013: NK slalom en reuzeslalom, WK slalom en reuzeslalom

### Paralympische spelen
Gauthier deed mee aan de Spelen van 2010 in Vancouver en van 2014 in Sotsji. In Vancouver won hij een bronzen en twee zilveren medailles, waarna hij benoemd tot Officier in de Nationale Orde van Verdienste. In Sotsji won hij goud voor de reuzeslalom, zilver voor de slalom en brons voor de afdaling.

## Golf
Gauthier's linkerarm werd vervangen door een prothese. In 2013 begon hij met golf. In juni 2014 speelde hij zijn eerste Pro-Am, het Saint-Omer Open.